# Shkodër (hạt)
Hạt Shkodër (tiếng Albania: Qarku i Shkodrës) là một trong 12 hạt của Albania. Hạt này gồm các huyện Malësi e Madhe, Pukë và Shkodër. Thủ phủ hạt Shkodër là thành phố Shkodër.
Về phía tây nam, hạt Shkodër có một đọan bờ biển ngắn dọc theo biển Adriatic, còn biên giới phía bắc là biên giới quốc gia với các khu tự quản Ulcinj, Bar, Podgorica, Andrijevica, Gusinje của Montenegro. Ở Albania, hạt này giáp các hạt sau:
- Kukës: đông
- Lezhë: nam